# Fernand Combet
Pour les articles homonymes, voir Combet.
Fernand Combet, né le 1er avril 1936 à Lyon et mort le 29 décembre 2003 à Paris, est un écrivain français. Méconnu, il reste célèbre pour son premier roman SchrummSchrumm, salué à sa parution en 1966 comme un chef-d'œuvre par André Hardellet, Kléber Haedens, Luc Estang, Matthieu Galey, Anne Villelaur, Georges Anex ou Jean-Jacques Pauvert et lors de sa réédition en 2006, notamment par Nicolas d'Estienne d'Orves, Gérard Guégan et Dominique Durand.

## Œuvres

### Romans
- 1966 : SchrummSchrumm ou l'excursion dominicale aux sables mouvants, Pauvert ; réédition Verticales, 2006.
- 1968 : Factice ou les hommes-oiseaux, Pauvert.
- 1971 : Mort et passion de Félix C. Scribator, Pauvert.

### Recueil de nouvelles
- 1985 : Contes de l'Ambre et de l'Opium, Éditions du Fourneau.

### Poème
- 1988 : Chanson, Éditions du Fourneau.